# Mimoun El Walid

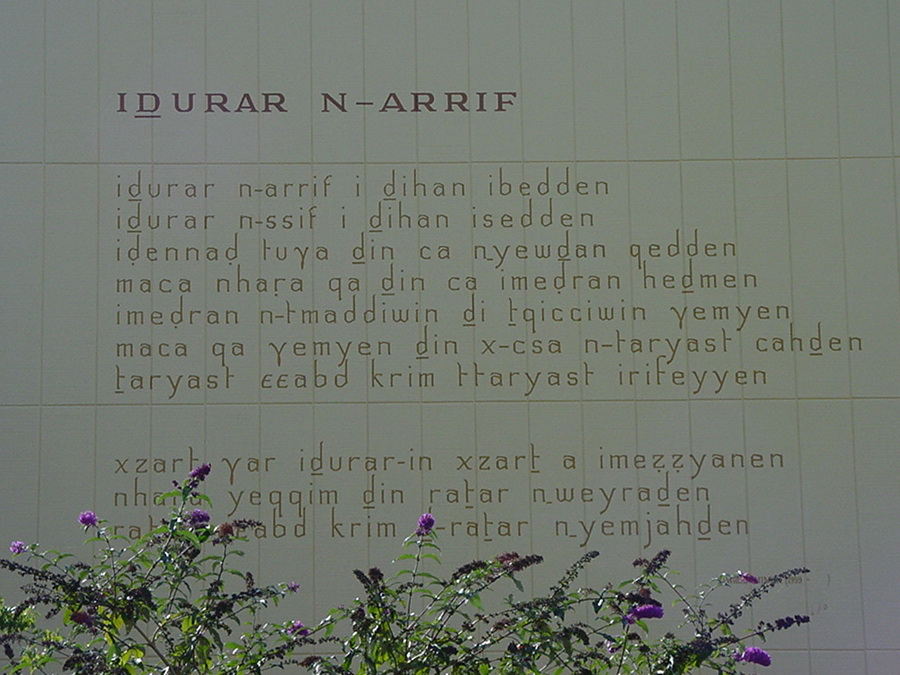
Mimoun El Walid – muurgedicht De bergen van de Rif in Leiden

Mimoun El Walid of Walid Mimoun (Beni Sidel, 19 maart 1959) is een Riffijn-Berberse musicus, schrijver en dichter. Als een van de eerste Berbers in zijn land begon hij met het vertolken van liederen in zijn moedertaal Berbers. Hij werd geboren in een dorp in het Rifgebergte in Noord-Marokko, nabij de plaats Nador.

## Levensloop
Reeds vroeg in zijn leven leerde hij als herdersjongen de tamja (Berberse fluit) bespelen. Tijdens zijn studie aan de universiteit van Fez begon hij met het schrijven van Berberse liederen met controversiële teksten en (vaak) langzame ritmes. Zijn eerste album, Ajjaj (Donder) (1980) werd al gauw verboden door de Marokkaanse regering – en vervolgens in het geheim verkocht. Nadat hij had deelgenomen aan een illegale demonstratie belandde hij in de gevangenis. In 1991 kwam hij in Nederland terecht, en na een kort verblijf op de Canarische Eilanden woont hij tegenwoordig in België.

## Werk

### Albums
- Ajjaj (Donder), 1980
- Ametluâ (De vagebond), 1986
- Tayyut (Mist), 1997

### Boeken
- Vallende tijd. Gedichten van Mohammed Chacha, Mimoun el Walid, Fadma el Ouariachi, Ahmed Ziani, vert. door Roel Otten e.a. (De Berberbibliotheek). Amsterdam, Uitgeverij Maas, 2019. ISBN 9789491921575
- Zi radjagh n tumurt ghar ruora n ujenna / Reikend naar het Licht. Riffijnse liederen (Berberse gedichten, met Nederlandse vertaling). Uitgeverij LEd, Utrecht, 1994. ISBN 90-5434-025-8
- Tinfardjas: Tinfas tiqudain (De zwaluwen), verhalenbundel, Stichting Apuleus, Utrecht, 1996. ISBN 90-803164-1-5